# Isidore Okpewho
Isidore Okpewho, NNOM (9 de novembro de 1941 - 4 de setembro de 2016), foi um romancista e crítico nigeriano. Ele ganhou o Prêmio de Artes Africanas de Literatura de 1976, e o Prêmio de Escritores da Commonwealth de 1993, Melhor Livro da África.
Também classicista e estudioso, ele foi descrito como um dos homens mais brilhantes de sua geração e uma das figuras literárias mais icônicas da Nigéria. Sua carreira acadêmica o levou aos Estados Unidos, onde morou com a esposa e quatro filhos desde 1991 até sua morte, em Binghamton, Nova York. De acordo com o professor GG Darah da Associação de Literatura Oral da Nigéria (NOLA), Okpewho "será mais lembrado por sua contribuição original ao discurso da literatura oral e épicos. O valor de sua bolsa de estudos nesta área é comparável ao do professor Cheikh Anta Diop do Senegal em ciências e filosofia egípcias, do professor Samir Amin do Egito sobre economia política africana, do professor Ali Mazrui do Quênia sobre história africana e do professor John Henrik Clarke sobre história e artes afro-americanas."

## Infância e educação
Isidore Okpe, que nasceu em Agbor, Delta State, Nigéria. Seu pai Urhobo, David Okpewho, era de Abraka, no Delta State, um técnico de laboratório sênior aposentado, e sua mãe Igbo era de Asaba.
Okpewho frequentou o St Patrick's College em Asaba, indo para o University College, Ibadan, de onde obteve um diploma com honras de primeira classe em clássicos. Ele obteve seu PhD em literatura comparada pela University of Denver (1976) e um D.Litt. em humanidades pela Universidade de Londres (2000).

## Carreira
O início de sua carreira começou trabalhando no Ministério Federal da Educação, no Ministério Federal das Relações Exteriores e na editora Longman, onde atuou como editor por oito anos.
Posteriormente, cursando seu doutorado nos EUA, ele se tornou um acadêmico lá, lecionando na University at Buffalo, The State University of New York de 1974 a 1976, University of Ibadan de 1976 a 1990, Harvard University de 1990 a 1991 e Binghamton Universidade.
Foi membro do Woodrow Wilson International Center for Scholars em 1982, Alexander von Humboldt Foundation em 1982, Center for Advanced Study in the Behavioral Sciences em 1988, WEB Du Bois Institute em 1990, National Humanities Center em 1997, e 2003 Guggenheim Companheirismo.
Ele também atuou como presidente da Sociedade Internacional para as Literaturas Orais da África (ISOLA).
Okpewho morreu aos 74 anos em 4 de setembro de 2016 em um hospital em Binghamton, Nova York, onde morava e lecionava desde 1991. Deixou a esposa Obiageli Okpewho e filhos Ediru, Ugo, Afigo e Onome, sendo enterrado no Cemitério Gate of Heaven, East Hanover, New Jersey, em 18 de setembro.

## Obras e área de estudos
Prolífico em sua produção, Okpewho escreveu, co-escreveu e editou cerca de 14 livros, dezenas de artigos e um livreto seminal, A Portrait of the Artist as a Scholar (uma palestra inaugural proferida na Faculdade de Educação Lecture Theatre, Universidade de Ibadan, em 18 de maio de 1989).
Ele foi o autor de quatro romances respeitados, amplamente estudados na África e em outras partes do mundo, e traduzidos para outras línguas: The Victims (1970), The Last Duty (1976, vencedor em manuscrito do African Arts Arts Prêmio de Literatura, uma competição internacional organizada pelo African Arts Center, UCLA ), Tides (1993, vencedor do Commonwealth Writers' Prize daquele ano, região da África), e Call Me By My Rightful Name (2004).
Como estudioso e defensor da literatura oral na África, ele foi particularmente conhecido por suas monografias acadêmicas seminais The Epic in Africa: Toward a Poetics of the Oral Performance (1979) e Myth in Africa: A Study of its Aesthetic and Cultural Relevance (1983). Nas palavras de Niyi Osundare:
"Novelista, poeta, folclorista, estudioso e administrador universitário, Okpe, que era um homem de muitos ofícios e mestre de todos, que deixou suas impressões mentais em praticamente todos os aspectos da literatura africana e dos estudos literários. Com seus livros fundamentais, The Epic in Africa e Myth in Africa, Okpewho convocou todas as suas proezas acadêmicas como um verdadeiro estudioso dos clássicos de primeira classe e criou um nicho para o conhecimento oral africano e suas possibilidades inesgotáveis em um momento em que praticamente todas as reivindicações de alta cultura e a realização intelectual foi negada ao 'Continente Negro.'"
As muitas honras concedidas a Okpewho incluíram bolsas de estudos em humanidades do Woodrow Wilson International Center for Scholars (1982), Fundação Alexander von Humboldt (1982), Centro de Estudos Avançados em Ciências Comportamentais da Universidade de Stanford (1988), o WEB Du Bois Institute na Universidade de Harvard (1990), Centro Nacional de Humanidades na Carolina do Norte (1997), e a Simon Guggenheim Memorial Foundation (2003). Ele também foi eleito Folklore Fellow International pela Academia Finlandesa de Ciências em Helsinki (1993).

## Prêmios
- 1972: Vencedor do African Arts Prize for Literature, pelo manuscrito de The Last Duty[23]
- 1993: Vencedor do Commonwealth Writers' Prize (África), por Tides[24]
- 1998: Dean's Award for Honors Teaching Excellence, SUNY Binghamton[25]
- 2010: Ordem Nacional de Mérito da Nigéria (NNOM) em humanidades[26]

### Romances
- As Vítimas, Longman, 1970,ISBN 978-0-582-64075-7 . Edições dos Estados Unidos: Garden City: Doubleday Anchor, 1971; Washington, DC: Três Continentes, 1980
- The Last Duty Longman, 1976; 1986,ISBN 978-0-582-78535-9
- Marés, Longman, 1993,ISBN 978-0-582-10276-7
- Chame-me pelo meu nome legítimo, Africa World Press, 2004,ISBN 978-1-59221-191-3

### Não-ficção selecionada
- The Epic in Africa: Toward a Poetics of the Oral Performance, Columbia University Press, 1979, ISBN 978-0-231-04400-4
- Myth in Africa: A Study of Its Aesthetic and Cultural Relevance. [S.l.]: CUP Archive. 1983. ISBN 978-0-521-27476-0
- A Portrait of the Artist as a Scholar: An Inaugural Lecture Delivered at the Faculty of Education Lecture Theatre, University of Ibadan, Thursday, 18 May 1989, Longman Nigeria, 1990 (35pp.), ISBN 9789781397257.
- African Oral Literature: Backgrounds, Character, and Continuity. [S.l.]: Indiana University Press. 1992. ISBN 978-0-253-20710-4
- Once Upon a Kingdom: Myth, Hegemony, and Identity. [S.l.]: Indiana University Press. 1998. ISBN 978-0-253-21189-7
- Blood on the Tides: The Ozidi Saga and Oral Epic Narratology, Rochester Studies in African History and the Diaspora, University of Rochester Press, 2014, ISBN 978-1580464871